# Golakowa Szyja
Golakowa Szyja – przysiółek wsi Wasilkowo w Polsce, położony w województwie podlaskim, w powiecie hajnowskim, w gminie Hajnówka. 
W latach 1975–1998 przysiółek administracyjnie należał do województwa białostockiego.

## Historia
Wieś powstała w latach 1772-1789, zamieszkali tu osocznicy sprowadzeni z województwa brzeskiego. Wieś oddalona jest około kilometra na wschód od Wasilkowa, której to wsi jest przysiółkiem.
„Szyja” oznacza przesmyk – „wąski wydłużony pas łąki lub pastwiska w lesie”. Golak-holak oznacza człowieka ubogiego, nędzarza (por. golec). Podobna nazwę ma pastwisko Kobyliszyja, położone w Puszczy Białowieskiej, niedaleko wsi Postołowo.
W metrykach z roku 1779 miejscowość określana jest jako Osoka Holakowej Szyi albo Holakowe.

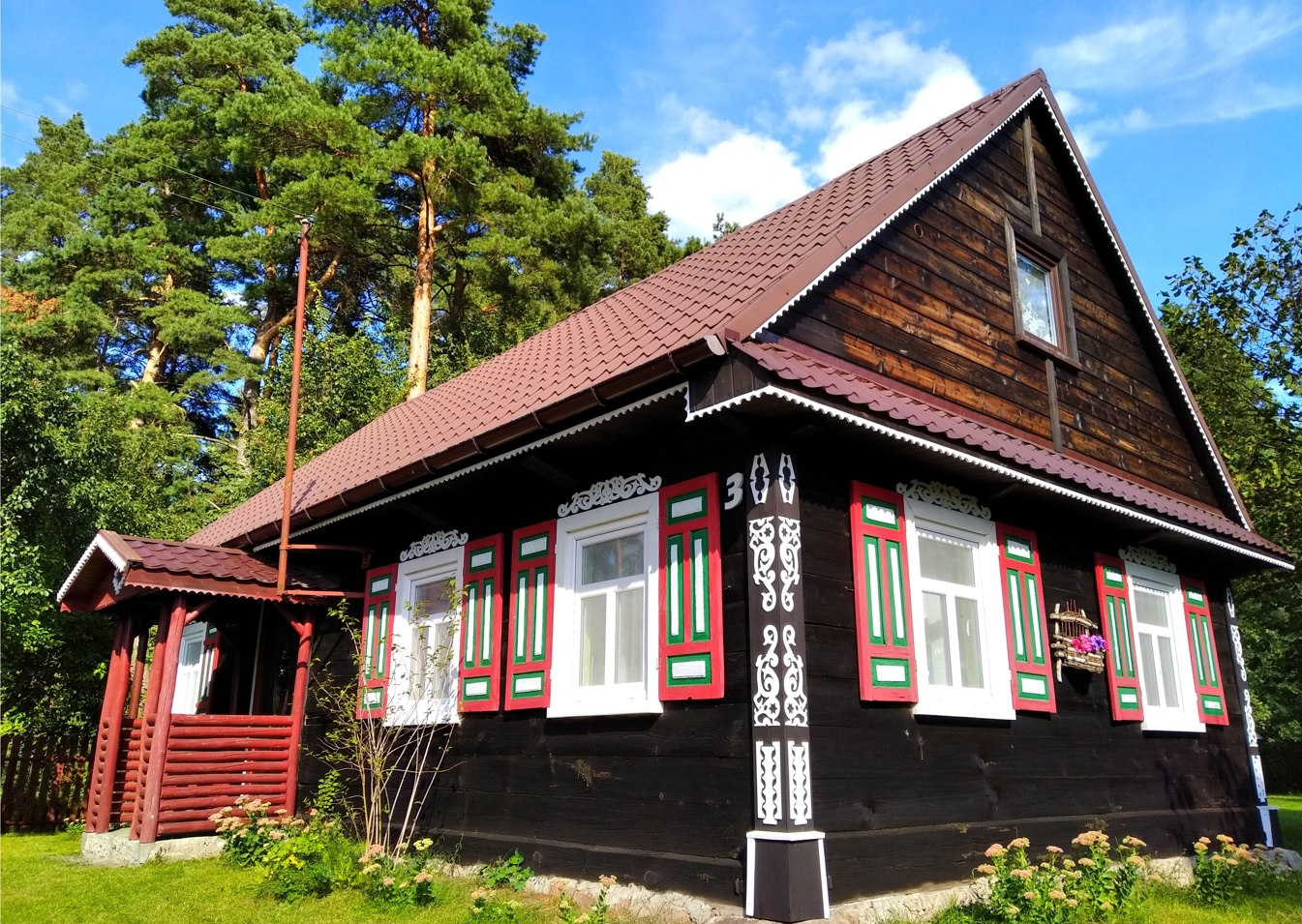
Tradycyjnie zdobiony dom w Golakowej Szyji

W 1811 roku było tu 12 domów. Według stanu z 31 grudnia 2012 mieszkało tu 6 stałych mieszkańców.

## Religia

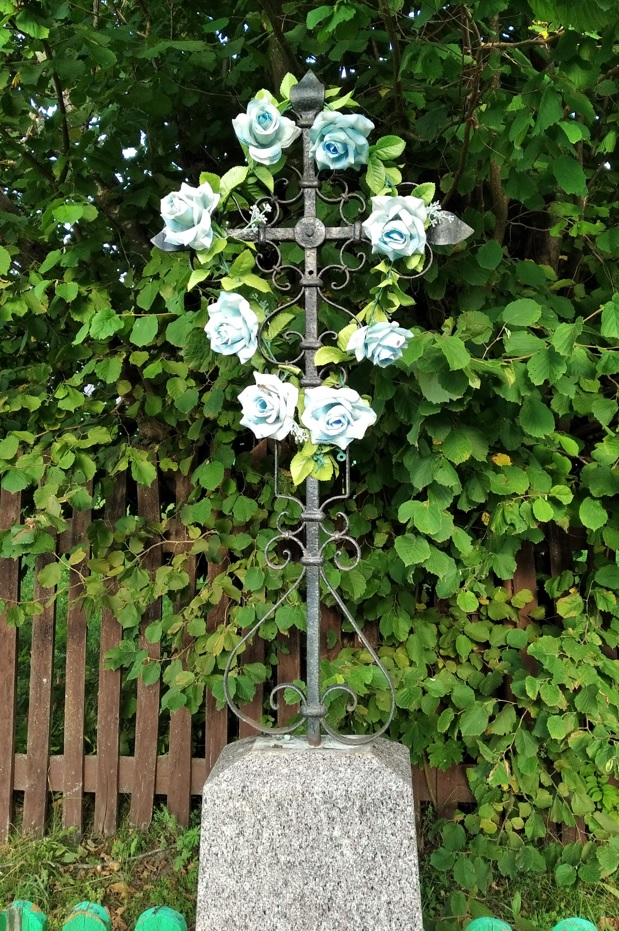
Prawosławny krzyż przydrożny

Mieszkańcy wsi wyznania prawosławnego, należą do parafii w Łosince. Według stanu parafii z 31 grudnia 2007 roku, 9 parafian pochodziło z Golakowej Szyi. Wierni kościoła rzymskokatolickiego należą do parafii św. Jana Chrzciciela w Narewce.